# Janusz Radziwiłł (1612-1655)
El príncipe Janusz Radziwiłł (conocido también como Janusz II o Janusz el Joven, 1612-1655) fue un ilustre noble polaco. Durante su vida desempeñó una series de puestos en la Administración Pública, entre ellos el de chambelán de la corte lituana (desde 1633) y el de hetman de campo de Lituania (a partir de 1654). Fue asimismo voivoda de la provincia de Vilna (desde 1653) y starosta de Samogitia, Kamieniec, Kazimierz y Sejwy. Protegió la religión protestante en Lituania y patrocinó muchas iglesias y escuelas protestantes.
Durante las décadas anteriores, los intereses de la familia Radziwłł y los del Estado (la Mancomunidad polaco-lituana) habían comenzado a divergir, como consecuencia del aumento en poder y riqueza de la primera. Los intentos de los miembros de la familia de acrecentar su poder político en el Gran Ducado de Lituania culminaron con la actividad de Janusz Radziwiłł, al que la historiografía polaca considera uno de los aristócratas responsables del fin de la época de esplendor de la Mancomunidad.
Fue uno de los hombres más poderosos del país, al que se tenía a menudo por señor efectivo del Gran Ducado. Durante el «Diluvio» —la invasión sueca de Polonia-Lituania durante la Segunda Guerra del Norte— se pasó a las filas del rey sueco, con el que firmó el Tratado de Kėdainiai y la Unión de Kėdainiai. Esta acción, sin embargo, enojó a muchos nobles e incluso a algunos miembros de su propia familia. Sus huestes fueron finalmente vencidas y él murió sitiado en el castillo de Tykocin.

## Juventud

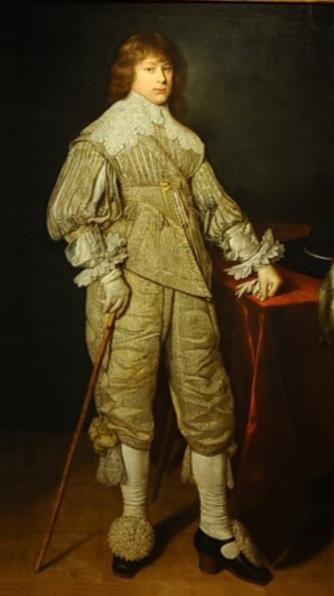
Retrato de Radziwiłł, de David Bailly, 1632.

Nació el 2 de diciembre de 1612 en Popiel. Era el heredero de una de las más poderosas familias principescas polaco-lituanas, la Radziwiłł.
En septiembre de 1628, emprendió un viaje de cuatro años durante los que recorrió principalmente Alemania y los Países Bajos; regresó a Varsovia, capital de la Mancomunidad polaco-lituana, en el otoño de 1632. Poco después el nuevo rey, Vladislao IV Vasa, lo envió en misión diplomática a los Países Bajos y a Inglaterra. Como recompensa por este servicio, recibió su primer cargo gubernamental, el de podkomorzy (chambelán de la corte) de Lituania a principios de 1633. Participó en la guerra de Smolensk en 1634, aunque se limitó acompañar al rey y no participó más que en alguna escaramuza. Miembro asiduo de la corte de Vladislao, pasó gran parte de los cinco años siguientes junto al rey. En 1635 se lo nombró starosta de Kamieniec, y en 1638, de Kazimierz Dolny (cerca de Lublin). A partir de 1636, se encargó de administrar, con escasa pericia como admitía él mismo, las posesiones de la familia. También asistió a la mayoría las sesiones del Sejm (el Parlamento estatal).
Desposó a Katarzyna Potocka el 2 de febrero de 1638. Él era calvinista y su esposa, católica, pero la diferencia de religión no les causó inconvenientes. El matrimonio tuvo tres hijos, aunque solo uno de ellos, Anna Maria, nacida en 1640, alcanzó la edad adulta. Katarzyna falleció el 21 de noviembre de 1642. En 1645 Radziwiłł se casó con Maria Lupu, hija del hospodar moldavo Vasile Lupu.

## Ascenso al poder
La muerte de su padre en 1641 le hizo uno del más ricos magnates del país. En 1646 ingresó en el Senado de Polonia, gracias a haber obtenido un importante cargo que le otorgaba este privilegio: en abril de ese año, se le había nombrado hetman de campo de Lituania. Más tarde, en noviembre, recibió otro título prestigioso, el de starosta de Samogitia. En 1648 se lo eligió miembro del Tribunal lituano. Avanzado el año, acontecieron dos trascendentales sucesos en la Mancomunidad: feneció el rey Vladislao (al que sucedió su hermano Juan Casimiro), y estalló la revuelta cosasa de Jmelnitsi. En febrero de 1649, mandó las fuerzas polaco-lituanas que vencieron en la batalla de Mazyr, y en julio, en la de batalla de Loyew. El conflicto se reanudó en 1651, y Radziwiłł obtuvo una nueva victoria al frente de las huestes lituanas en la segunda batalla de Loyew en julio de ese año; el 4 de agosto conquistó Kiev y en septiembre venció en la batalla de Bila Tserkva.
En 1652 Władysław Sicińesquí, empleó el liberum veto para forzar la disolución del Sejm. Algunos historiadores sostienen que pudo hacerlo por indicación de Janusz Radziwiłł, si bien Wisner advirtió de que no hay pruebas de que así fuese.

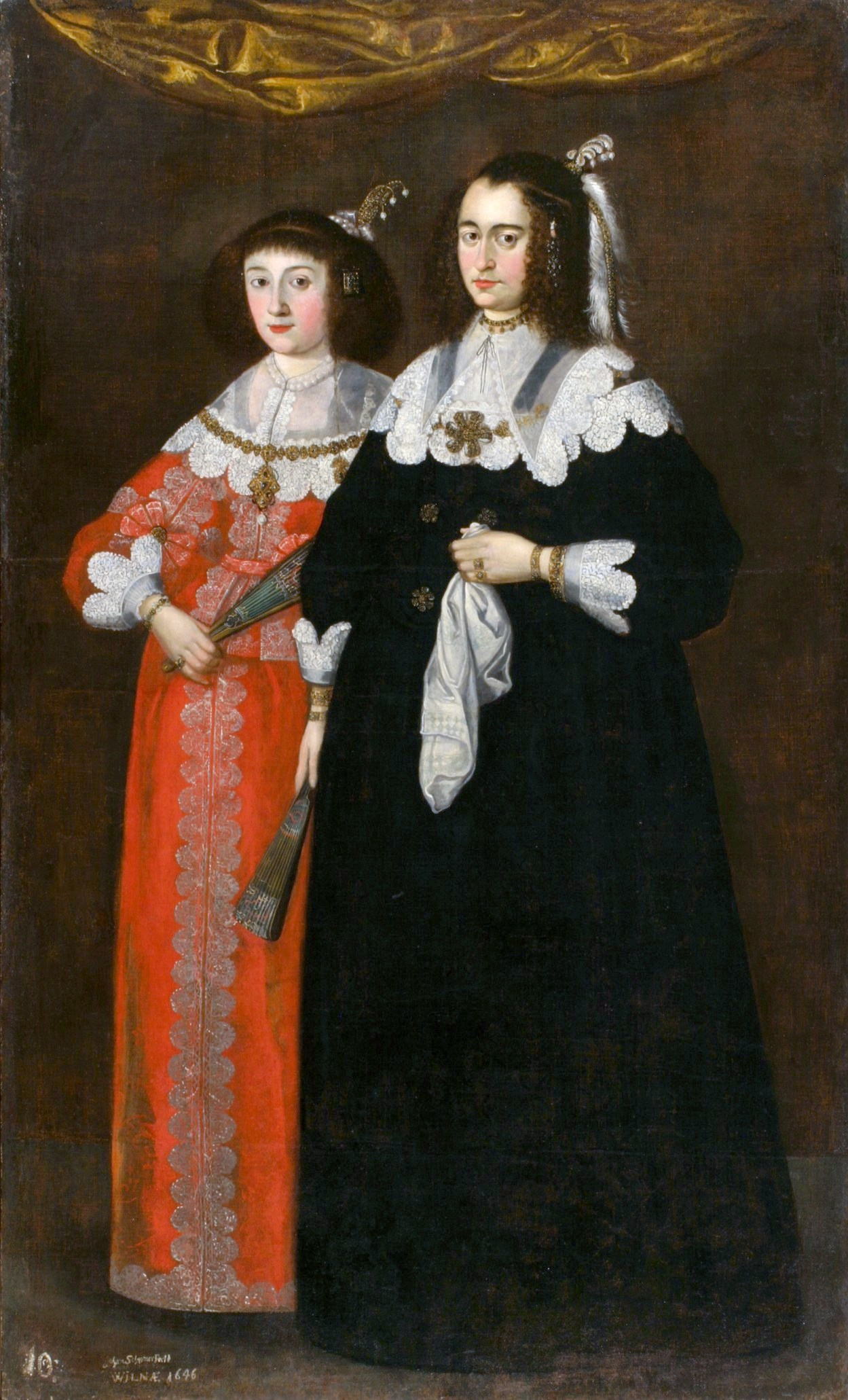
Retrato de dos esposas de Janusz Radziwiłł, pintado en la década de 1640.

En 1653 los cosacos se aliaron con Rusia, que invadió los territorios orientales de la mancomunidad. En marzo de ese año, Radziwiłł fue nombrado voivoda de Vilna. El 17 de junio de 1654, ascendió del puesto de hetman de campo al de gran hetman de Lituania. Pese a estos nombramientos, la relación entre él y el rey se había deteriorado. A finales de agosto de 1654, Radziwiłł batió a los invasores rusos en la batalla de Szkłów; esta resultó ser su última victoria. Algunos días después, los rusos lo vencieron en la batalla de Szepielewicze. El invierno siguiente la contraofensiva lituana resultó un fracaso que concluyó con el infructuoso asedio de Maguilov.

## Unión con Suecia y caída en desgracia
Cuando aún continuaba la guerra con Rusia, la Mancomunidad tuvo que afrontar repentinamente el ataque de otro enemigo. En junio de 1655, los ejércitos suecos penetraron en los territorios septentrionales del país. La invasión sueca de Polonia-Lituania, parte de la Segunda Guerra del norte, se conoce en la historia polaca como «El Diluvio». Junto a su primo Bogusław Radziwiłł, Janusz entabló conversaciones con el rey sueco Carlos X Gustavo, en las que se trató la disolución de la Unión de Lublin que había creado la Mancomunidad polaco-lituana. Primero Janusz aceptó el protectorado sueco del Gran Ducado en el Tratado de Kėdainiai del 17 de agosto de 1655; luego los hermanos Radziwiłł rubricaron otro el 20 de octubre en el que se fundaba una unión sueco-lituana, y de acuerdo al cual los Radziwiłł gobernarían parte del Gran Ducado.
Radziwiłł no fue el único que abandonó las filas polacas: muchos nobles polacos, como el vicecanciller de la Corona Hieronim Radziejowski y el gran tesorero de la Corona Bogusław Leszczyńesquí, que consideraban a Juan Casimiro un rey débil o entregado a los jesuitas, pidieron a Carlos que reclamase la corona polaca. Juan Casimiro tenía pocos partidarios en la szlachta, ya que simpatizaba abiertamente con Austria y desdeñaba la República de las Dos Naciones. El voivoda de Poznań Krzysztof Opaliński entregó la Gran Polonia a Carlos Gustavo, y pronto otros voivodas también se pasaron a las filas del soberano sueco.
Pese a que gran parte del territorio de la Mancomunidad —incluidos Varsovia, Cracovia y los territorios occidentales del Gran Ducado— fue ocupada por los suecos, el rey Juan Casimiro y sus aliados lograron recuperar el poder tras varios años de lucha; el punto de inflexión del conflicto fue la resistencia en Jasna Góra y la formación de la Confederación de Tyszowce. La derrota sueca y la retirada final de los ejércitos de Carlos Gustavo de la república pusieron fin a los planes de Janusz y Bogusław. El primero falleció en Tykocin, asediado por las fuerzas leales a Juan Casimiro (los desesperados defensores suecos más tarde se volaron por los aires).

## Legado
Janusz Radziwiłł apenas es recordado en la cultura popular polaca, particularmente debido a la descripción negativa que de su supuesta traición y de la alianza con los suecos durante el Diluvio hizo el escritor decimonónico y ganador del Premio Nobel, Henryk Sienkiewicz. Sienkiewicz, en su trilogía, escribió sobre la muerte de Radziwiłł: «Ruina terrenal, una alma caída, la oscuridad y la nada; eso es todo lo que tuvo por recompensa por servirse solo a sí mismo».
La figura de Radziwiłł (1612-1655) tiene un papel destacado como hetman en la película épica El Diluvio de Jerzy Hoffman, en la que Władysław Hańcza interpreta al personaje.